# Marne (Australie-Méridionale)
Ne doit pas être confondu avec la Marne
Pour les articles homonymes, voir Marne.
La Marne (en anglais : Marne River) est une rivière d’Australie, affluent du Murray. D'une longueur de 70 kilomètres, elle fait partie du bassin versant du Murray-Darling.

## Étymologie
Nommée Taingappa par les peuples Ngarrindjeri, elle a ensuite été appelée Rhine River South, jusqu'en 1917. Les sentiments anti-allemands nés de la Première Guerre mondiale l'ont fait rebaptiser, en hommage à la Marne.

## Géographie
Totalement située en Australie-Méridionale, à l'est d'Adélaïde, elle traverse, notamment, Cambrai.